# Liste des voies de Douai
Cet article recense les environ 650 voies de la ville de Douai, située dans le département du Nord en France

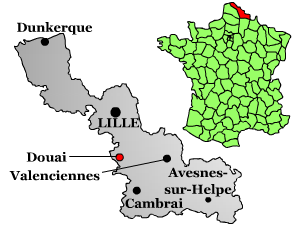

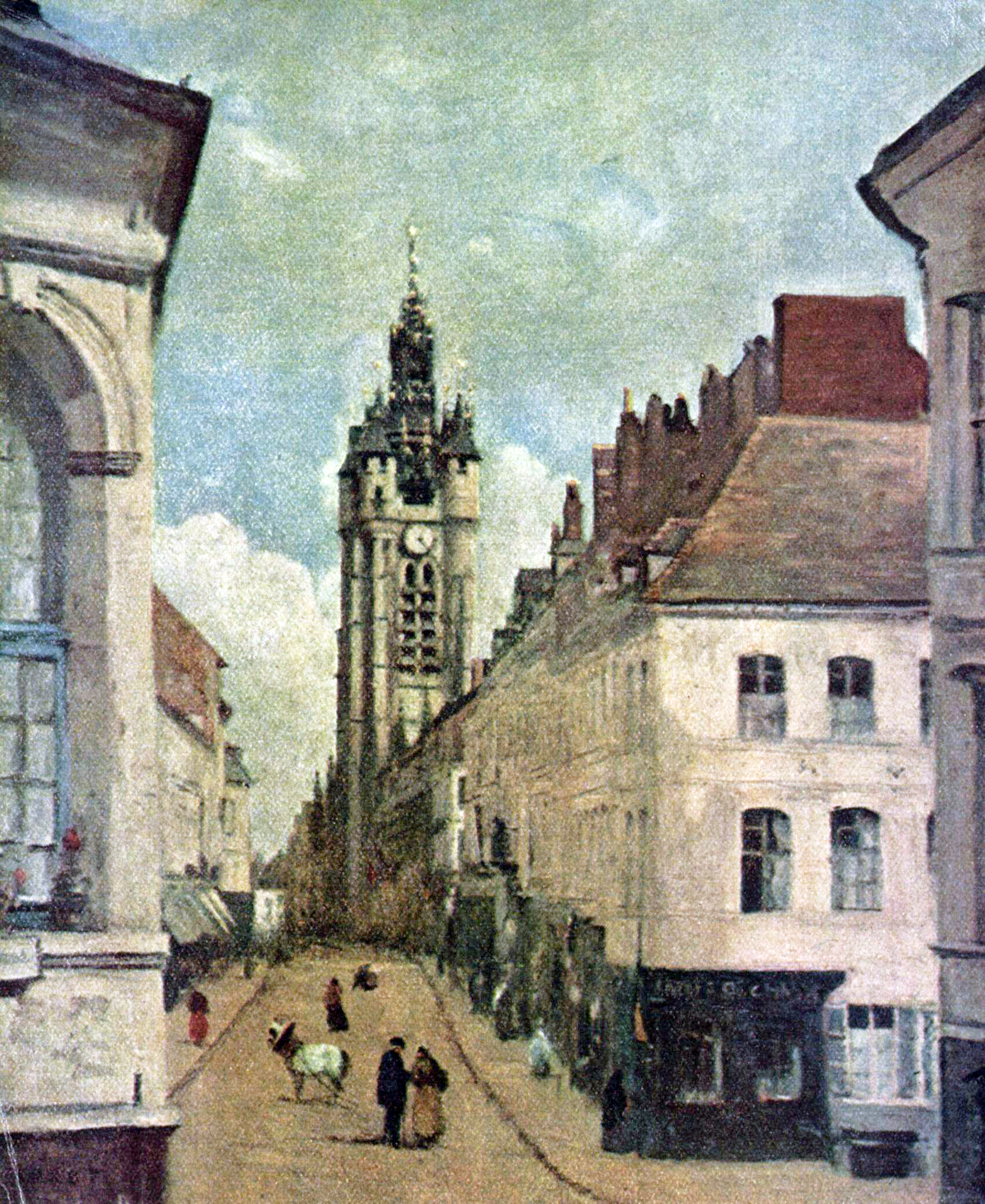
Douai peint Jean-Baptiste Corot

- Haut – A
- B
- C
- D
- E
- F
- G
- H
- I
- J
- K
- L
- M
- N
- O
- P
- Q
- R
- S
- T
- U
- V
- W
- X
- Y
- Z

## A
| Nom                            | Lien Google Maps | Observations |
| ------------------------------ | ---------------- | ------------ |
| Abbaye de Paix (Rue de l’)     |                  |              |
| Abbaye des Prés (Rue de l’)    |                  |              |
| Abbé de l’Epée (Rue de l’)     |                  |              |
| Abel Dépret (Rue)              |                  |              |
| Acacias (Avenue des)           |                  |              |
| Adrien Demont (Rue)            |                  |              |
| Agnard (Cour)                  |                  |              |
| Albergotti (Rue d’)            |                  |              |
| Albert Ier (Boulevard)         |                  |              |
| Albert Camus (Allée)           |                  |              |
| Alcide Moché (Rue)             |                  |              |
| Alexandre Descatoire (Rue)     |                  |              |
| Alexandre Ribot (Rue)          |                  |              |
| Alfred Cordonnier (Impasse)    |                  |              |
| Alfred Trannin (Rue)           |                  |              |
| Alizés (Avenue des)            |                  |              |
| Allemands (Chemin des)         |                  |              |
| Alphonse Hayez (Rue)           |                  |              |
| Alsace (Quai d’)               |                  |              |
| Alsace Lorraine (Avenue d’)    |                  |              |
| Ambroise Thomas (Rue)          |                  |              |
| André Ampère (Rue)             |                  |              |
| Ancien Château (Rue de l’)     |                  |              |
| André Grétry (Rue)             |                  |              |
| André Jouveneau (Rue)          |                  |              |
| André Taranget (Rue)           |                  |              |
| Anhiers (Rue d’)               |                  |              |
| Aniche (Rue d’)                |                  |              |
| Antoine Blondel (Rue)          |                  |              |
| Antoine de Saint-Exupéry (Rue) |                  |              |
| Arbalétriers (Ruelle des)      |                  |              |
| Arbre Sec (Rue de l’)          |                  |              |
| Arc en Barrois (Rue d’)        |                  |              |
| Archers (Ruelle des)           |                  |              |
| Arcy (Rue d’)                  |                  |              |
| Arleux (Rue d’)                |                  |              |
| Armes (Place d’)               |                  |              |
| Arras (Rue d’)                 |                  |              |
| Arsenal (Cours de l’)          |                  |              |
| Atlantic (Rue de l’)           |                  |              |
| Auby (Rue d’)                  |                  |              |
| Auguste Bertin (Quai)          |                  |              |
| Augustin Boutique (Rue)        |                  |              |
| Augustins (Quai des)           |                  |              |

## B
| Nom                                 | Lien Google Maps | Observations    |
| ----------------------------------- | ---------------- | --------------- |
| Bailliencourt (Rue de)              |                  |                 |
| Balthazar Bellère (Rue)             |                  |                 |
| Bar le Duc (Rue de)                 |                  |                 |
| Barlet (Place du)                   |                  | Place du Barlet |
| Barque (Quai de la)                 |                  |                 |
| Bastion Caux (Rue du)               |                  |                 |
| Batellerie (Place de la)            |                  |                 |
| Beautor (Rue de)                    |                  |                 |
| Becquerel[Qui ?] (Rue)              |                  |                 |
| Béguinage (Rue du)                  |                  |                 |
| Bellain (Rue de)                    |                  |                 |
| Bellemont (Rue)                     |                  |                 |
| Bénédictins Anglais (Promenade des) |                  |                 |
| Berthe Garnier (Rue)                |                  |                 |
| Bertinchamps (Cité)                 |                  |                 |
| Béthune (Rue de)                    |                  |                 |
| Blanchisserie (Rue de la)           |                  |                 |
| Blanchisserie (Ruelle de la)        |                  |                 |
| Blancs Coulons (Rue des)            |                  |                 |
| Blancs Mouchons (Rue des)           |                  |                 |
| Bloc (Rue du)                       |                  |                 |
| Bohain (Rue de)                     |                  |                 |
| Boisset (Quai de)                   |                  |                 |
| Bouchard (Chemin du)                |                  |                 |
| Bouchard (Rue du)                   |                  |                 |
| Boucherie (Rue de la)               |                  |                 |
| Bouleaux (Avenue des)               |                  |                 |
| Bourseul (Impasse)                  |                  |                 |
| Braye (Rue de)                      |                  |                 |
| Brayelle (Rue de la)                |                  |                 |
| Brebières (Rue de)                  |                  |                 |
| Bréguet (Square)                    |                  |                 |
| Brie (Rue de)                       |                  |                 |
| Briez (Impasse)                     |                  |                 |
| Brossolette (Place)                 |                  |                 |
| Busigny (Rue de)                    |                  |                 |

## C
| Nom                                | Lien Google Maps | Observations |
| ---------------------------------- | ---------------- | ------------ |
| Cambrai (Rue de)                   |                  |              |
| Camille Corot (Rue)                |                  |              |
| Camille Guérin (Rue)               |                  |              |
| Camille Saint-Saëns (Rue)          |                  |              |
| Campion (Impasse)                  |                  |              |
| Canteleu (Rue du)                  |                  |              |
| Cantin (Rue de)                    |                  |              |
| La Capelle (Rue de)                |                  |              |
| Capucines (Avenue des)             |                  |              |
| Cardon (Avenue)                    |                  |              |
| Carnot (Place)                     |                  |              |
| Carré (Cité)                       |                  |              |
| du Cateau (Rue)                    |                  |              |
| Caudry (Rue de)                    |                  |              |
| Bastion Caux (Rue du)              |                  |              |
| César Franck (Rue)                 |                  |              |
| Chalindrey (Rue de)                |                  |              |
| Champ de Course (Impasse du)       |                  |              |
| Champ Fleuri (Rue du)              |                  |              |
| Chapelle (Rue de la)               |                  |              |
| Charcot (Rue du Docteur)           |                  |              |
| Chardonnerets (Rue des)            |                  |              |
| Charles Bourseul (Rue)             |                  |              |
| Charles de Gaulle (Place)          |                  |              |
| Charles de Pollinchove (Place)     |                  |              |
| Charles Goniaux (Square)           |                  |              |
| Charles Gounod (Avenue)            |                  |              |
| Charles Louis Corbe (Rue)          |                  |              |
| Charles Mathieu (Rue)              |                  |              |
| Charles Merlin (Rue)               |                  |              |
| Charles Monsarrat (Rue)            |                  |              |
| Charles Péguy (Rue)                |                  |              |
| Charleville (Rue de)               |                  |              |
| Charlie Chaplin (Square)           |                  |              |
| Chartreux (Rue des)                |                  |              |
| Château Delattre (Rue du)          |                  |              |
| Chaumont (Rue de)                  |                  |              |
| Chauny (Rue de)                    |                  |              |
| Chemin Vert                        |                  |              |
| Chevalet (Rue du)                  |                  |              |
| Chevillon (Rue de)                 |                  |              |
| Cimetière (Rue du)                 |                  |              |
| Cité (Impasse de la)               |                  |              |
| Clarisses (Rue des)                |                  |              |
| Claude Debussy (Rue)               |                  |              |
| Cloche (Rue de la)                 |                  |              |
| Clocher Saint Pierre (Rue du)      |                  |              |
| Clochette (Rue de la)              |                  |              |
| Cloris (Rue de la)                 |                  |              |
| Clotilde Locoge (Rue)              |                  |              |
| Colmar (Rue de)                    |                  |              |
| Colombey-les-Deux-Églises (Rue de) |                  |              |
| Comédie (Rue de la)                |                  |              |
| Commanderie (Impasse de la)        |                  |              |
| Commanderie (Rue de la)            |                  |              |
| Commercy (Rue de)                  |                  |              |
| Conciliante (Rue de la)            |                  |              |
| Conflans-Sainte-Honorine (Rue      |                  |              |
| Constant Dutilleux (Rue)           |                  |              |
| Corons Verts (Place des)           |                  |              |
| Cotteries (Rue des)                |                  |              |
| Cottignies (Ruelle)                |                  |              |
| Coulomb (Rue)                      |                  |              |
| Coulommiers (Rue de)               |                  |              |
| Courchelettes (Rue de)             |                  |              |
| Courmelles (Rue de)                |                  |              |
| Craonne (Rue de)                   |                  |              |
| Crécy (Rue de)                     |                  |              |
| Croix d’Or (Rue de la)             |                  |              |
| Cuelenaere (Rue)                   |                  |              |
| Cuincy (Rue de)                    |                  |              |
| Cuve d’Or (Rue de la)              |                  |              |
| Cygnes (Impasse des)               |                  |              |
| Cytises (Rue des)                  |                  |              |

## D
| Nom                                   | Lien Google Maps | Observations |
| ------------------------------------- | ---------------- | ------------ |
| Dassonville (Impasse)                 |                  |              |
| Dauphin (Square du)                   |                  |              |
| Décatoire (Cour)                      |                  |              |
| Dechy (Rue de)                        |                  |              |
| Decooman (Impasse)                    |                  |              |
| Deforest (Rue)                        |                  |              |
| Delaby (Rue)                          |                  |              |
| Delcambre (Rue)                       |                  |              |
| Delebecque (Boulevard)                |                  |              |
| Delegorgue (Rue)                      |                  |              |
| Delestraint (Rue du Général)          |                  |              |
| Delfosse (Rue)                        |                  |              |
| Demarecaux (Impasse)                  |                  |              |
| Denis Cordonnier (Avenue)             |                  |              |
| Desbordes (Quai)                      |                  |              |
| Detrain (Avenue)                      |                  |              |
| Deux Canaux (Allée des)               |                  |              |
| Deux Ponts (Impasse des)              |                  |              |
| Devigne (Quai)                        |                  |              |
| Dhainaut (Cour)                       |                  |              |
| Dieulot (Rue)                         |                  |              |
| Docteur Albert Schweitzer (Avenue du) |                  |              |
| Docteur Charcot (Rue du)              |                  |              |
| Docteur Lequien (Rue du)              |                  |              |
| Docteur Lucien Baude (Rue du)         |                  |              |
| Docteur Maugin (Place du)             |                  |              |
| Dominicains (Rue des)                 |                  |              |
| Dommiers (Rue de)                     |                  |              |
| Dondaine (Cour)                       |                  |              |
| Douaumont (Allée de)                  |                  |              |
| Dragon Vert (Rue du)                  |                  |              |
| Dron (Impasse)                        |                  |              |
| Dubus (Cour)                          |                  |              |
| Duez (Impasse)                        |                  |              |
| Durand de Douai (Rue)                 |                  |              |
| Durutte (Rue)                         |                  |              |

## E
| Nom                                     | Lien Google Maps | Observations |
| --------------------------------------- | ---------------- | ------------ |
| Eclichettes (Rue des)                   |                  |              |
| École (Chemin de l’)                    |                  |              |
| Écoles (Rue des)                        |                  |              |
| Édith Piaf (Rue)                        |                  |              |
| Edmond Gosselin (Rue)                   |                  |              |
| Edmond Vandenwiele (Rue)                |                  |              |
| Édouard Branly (Rue)                    |                  |              |
| Édouard Flament (Rue)                   |                  |              |
| Édouard Lalo (Rue)                      |                  |              |
| Église (Place de l’)                    |                  |              |
| Église (Rue de l’)                      |                  |              |
| Émile Basly (Rue)                       |                  |              |
| Emile Morlaix (Rue)                     |                  |              |
| Emile Paladilhe (Rue)                   |                  |              |
| Enfant Jésus (Chemin de l’)             |                  |              |
| Enfants de Gayant de Paris (Square des) |                  |              |
| Enfer (Ruelle de l’)                    |                  |              |
| Entrée des Eaux (Quai de l’)            |                  |              |
| Erables (Avenue des)                    |                  |              |
| Ernest Couteaux (Rue)                   |                  |              |
| Ernest Reyer (Rue)                      |                  |              |
| Escallier (Rue)                         |                  |              |
| Escrebieux (Cour de l’)                 |                  |              |
| Esméralda (Terrasse)                    |                  |              |
| Espérance (Rue de l’)                   |                  |              |
| Esplanade (Place de l’)                 |                  |              |
| Esquerchin (Rue d’)                     |                  |              |
| Estanque (Rue de l’)                    |                  |              |
| Etienne Méhul (Rue)                     |                  |              |
| Etoile (Ruelle de l’)                   |                  |              |
| Eugène Rogé (Rue)                       |                  |              |
| Europe (Place de l’)                    |                  |              |
| Évêque (Ruelle de l’)                   |                  |              |

## F
| Nom                               | Lien Google Maps | Observations |
| --------------------------------- | ---------------- | ------------ |
| Faidherbe (Boulevard)             |                  |              |
| Faubourg d’Arras (Rue du)         |                  |              |
| Faubourg de Béthune (Rue du)      |                  |              |
| Faubourg de Paris (Rue du)        |                  |              |
| Félix Labisse (Allée)             |                  |              |
| Ferdinand Dutert (Rue)            |                  |              |
| Ferdinand Hérold (Rue)            |                  |              |
| Férin (Rue de)                    |                  |              |
| Ferme (Rue de la)                 |                  |              |
| Ferronnière (Place de la)         |                  |              |
| Ferronniers (Rue des)             |                  |              |
| Flageolets (Rue des)              |                  |              |
| Flandre (Rue de)                  |                  |              |
| Flers (Rue de)                    |                  |              |
| Fleurquin (Quai)                  |                  |              |
| Fleury Proust (Rue)               |                  |              |
| Florac (Rue de)                   |                  |              |
| Fonderie (Rue de la)              |                  |              |
| Fontainebleau (Rue de)            |                  |              |
| Fontainettes (Quai des)           |                  |              |
| Fontellaye (Passage)              |                  |              |
| Forbach (Rue de)                  |                  |              |
| Fort de Kehl (Ruelle du)          |                  |              |
| Fort de Scarpe (Rue du)           |                  |              |
| Fort de Scarpe Prolongée (Rue du) |                  |              |
| Fortier (Rue)                     |                  |              |
| Fosse Bernard (Rue de la)         |                  |              |
| Foucques (Rue)                    |                  |              |
| Foulons (Rue des)                 |                  |              |
| Four (Rue du)                     |                  |              |
| Four à chaux (Rue du)             |                  |              |
| Four Saint Amé (Rue du)           |                  |              |
| Fournels (Rue de)                 |                  |              |
| Francis Godin (Rue)               |                  |              |
| François Adrien Boieldieu (Rue)   |                  |              |
| François Castille (Rue)           |                  |              |
| François Cuvelle (Rue)            |                  |              |
| François Dupas (Rue)              |                  |              |
| François Lemaire (Rue)            |                  |              |
| François Marceau (Rue)            |                  |              |
| François Mitterrand (Rue)         |                  |              |
| François Pilâtre de Rozier (Rue)  |                  |              |
| Fransures (Rue des)               |                  |              |
| Fraternité (Passage de la)        |                  |              |
| Fumay (Rue de)                    |                  |              |

## G
| Nom                          | Lien Google Maps | Observations                                                                                                  |
| ---------------------------- | ---------------- | --- |
| Gabriel Fauré (Rue)          |                  | |
| Galibot (Rue du)             |                  | |
| Galliéni (Rue)               |                  | |
| Gare (Place de la)           |                  | |
| Gaston Doumergue (Rue)       |                  | |
| Gauthier (Place)             |                  | |
| Général Delestraint (Rue du) |                  | |
| Général Giraud (Square)      |                  | |
| Général Herment (Rue du)     |                  | |
| Général Kœnig (Allée du)     |                  | |
| Georges Bizet (Rue)          |                  | |
| Georges Clemenceau (Avenue)  |                  | |
| Georges Guynemer (Rue)       |                  | |
| Georges Maronier (Rue)       |                  | |
| Georges Pompidou (Place)     |                  | |
| Georges Sarazin (Rue)        |                  | |
| Georges Tison (Rue)          |                  | |
| Géraniums (Avenue des)       |                  | |
| Général Giraud (Square)      |                  | |
| Giroud (Rue)                 |                  | |
| Giuseppe Verdi (Rue)         |                  | |
| Givet (Rue de)               |                  | |
| Glacis (Promenade des)       |                  | |
| Glacis (Rue des)             |                  | |
| Gœulzin (Rue de)             |                  | |
| Gossuin (Rue)                |                  | |
| Gouvernement (Rue du)        |                  | Dans la maison de Charles-Alexandre-Joseph Caullet logeat le sous-Lieutenant Bonaparte voir Bonaparte à Douai |
| Graindor de Douai (Rue)      |                  | |
| Grand Bail (Rue du)          |                  | |
| Grand Marais (Rue du)        |                  | |
| Grange (Rue de la)           |                  | |
| Gros Sommier (Rue du)        |                  | |
| Grosdecœur (Cour)            |                  | |
| Guesnain (Rue de)            |                  | |
| Guise (Rue de)               |                  | |
| Gustave Bégue (Rue)          |                  | |
| Gustave Eiffel (Rue)         |                  | |

## H
| Nom                          | Lien Google Maps | Observations |
| ---------------------------- | ---------------- | ------------ |
| Halage (Chemin du)           |                  |              |
| Hanotte (Rue)                |                  |              |
| Harrow (Allée de)            |                  |              |
| Haubersart (Place d’)        |                  |              |
| Hector Berlioz (Rue)         |                  |              |
| Hélène Boucher (Rue)         |                  |              |
| Hénin-Liétard (Rue d’)       |                  |              |
| Henri-Joseph Laurens (Allée) |                  |              |
| Henri Lajus (Rue)            |                  |              |
| Henri-Edmond Cross (Rue)     |                  |              |
| Henry Dunant (Rue)           |                  |              |
| Herse (Rue de la)            |                  |              |
| Hippodrome (Rue de l’)       |                  |              |
| Hirson (Rue d’)              |                  |              |
| Hôtel Dieu (Rue de l’)       |                  |              |
| Houblonnière (Rue de la)     |                  |              |
| Houillères (Quai des)        |                  |              |
| Huit mai 1945 (Rue du)       |                  |              |
| Huit Prêtres (Rue des)       |                  |              |
| Hyacinthe Corne (Rue)        |                  |              |
| Hippolyte Bis (Rue)          |                  |              |

## I
| Nom                                  | Lien Google Maps | Observations |
| ------------------------------------ | ---------------- | ------------ |
| Infroy (Rue d’)                      |                  |              |
| Irène et Frédéric Juliot Curie (Rue) |                  |              |

## J
| Nom                                   | Lien Google Maps | Observations                                                            |
| ------------------------------------- | ---------------- | ----------------------------------------------------------------------- |
| Jacques Breguet (Rue)                 |                  |                                                                         |
| Jacques Brel (Rue)                    |                  |                                                                         |
| Jacques Offenbach (Rue)               |                  |                                                                         |
| Jardinage (Rue du)                    |                  |                                                                         |
| Jaurès (Rue)                          |                  |                                                                         |
| Jean-Baptiste Carpeaux (Place)        |                  |                                                                         |
| Jean Bellegambe (Rue                  |                  | Dans cette rue se situe au no 15 la maison natale de Henri-Edmond Cross |
| Lieutenant Jean-Paul Trehaut (Rue du) |                  |                                                                         |
| Jean de Bologne (Rue)                 |                  |                                                                         |
| Jean de Gouy (Rue)                    |                  |                                                                         |
| Jean Jardins (Rue des)                |                  |                                                                         |
| Jean Jaurès (Rue)                     |                  |                                                                         |
| Jean Mermoz (Rue)                     |                  |                                                                         |
| Jean Moulin (Rue)                     |                  |                                                                         |
| Jean Perrin (Rue)                     |                  |                                                                         |
| Jean Philippe Rameau (Rue)            |                  |                                                                         |
| Jean-Robert-Julien Planquette (Rue)   |                  |                                                                         |
| Jean Rodhain (Rue)                    |                  |                                                                         |
| Jean Rosiers (Avenue des)             |                  |                                                                         |
| Jean Rostand (Place)                  |                  |                                                                         |
| Jean-Baptiste Carpeaux (Place)        |                  |                                                                         |
| Jeanne d’Arc (Boulevard)              |                  |                                                                         |
| Jean Moulin (Rue)                     |                  |                                                                         |
| Jemeppe (Avenue de)                   |                  |                                                                         |
| Jemmapes (Square)                     |                  |                                                                         |
| Joachim du Bellay (Rue)               |                  |                                                                         |
| Joinville (Rue de)                    |                  |                                                                         |
| Joseph Butruille (Rue)                |                  |                                                                         |
| Juifs (Ruelle des)                    |                  |                                                                         |
| Jules Brabant (Rue)                   |                  |                                                                         |
| Jules Dhalluin (Impasse)              |                  |                                                                         |
| Jules Ferry (Rue)                     |                  |                                                                         |
| Jules Gosselet (Rue)                  |                  |                                                                         |
| Jules Massenet (Rue)                  |                  |                                                                         |

## K
| Nom                       | Lien Google Maps | Observations |
| ------------------------- | ---------------- | ------------ |
| Kiosque (Rue du)          |                  |              |
| Koënig (Allée du Général) |                  |              |

## L
| Nom                               | Lien Google Maps | Observations |
| --------------------------------- | ---------------- | ------------ |
| L’Hériller (place)                |                  |              |
| Labiau (Cour)                     |                  |              |
| Lagny (Rue de)                    |                  |              |
| Lahure (Boulevard)                |                  |              |
| Lahure (Impasse)                  |                  |              |
| Lambrecht (Rue)                   |                  |              |
| Lambres (Rue de)                  |                  |              |
| Landrecies (Rue de)               |                  |              |
| Landry (Passage)                  |                  |              |
| Langres (Rue de)                  |                  |              |
| Lauwin-Planque (Chemin de)        |                  |              |
| Lauwin-Planque (Rue de)           |                  |              |
| Lebleu (Cité)                     |                  |              |
| Leblond (Cité)                    |                  |              |
| Leblond (Impasse)                 |                  |              |
| Leborgne (Passage)                |                  |              |
| Lefebvre d’Orval (Rue)            |                  |              |
| Lenain (Rue)                      |                  |              |
| Lens (Rue de)                     |                  |              |
| Léo Delibes (Rue)                 |                  |              |
| Léo Lagrange (Rue)                |                  |              |
| Léon Bathiat (Rue)                |                  |              |
| Léon Escoffier (Rue)              |                  |              |
| Robert et Léon Morane (Rue)       |                  |              |
| Léon Gambetta (Rue)               |                  |              |
| Léonie Maïaux (Rue)               |                  |              |
| Lequien (Rue du Docteur)          |                  |              |
| Lespagnol (Cour)                  |                  |              |
| Liberté (Rue de la)               |                  |              |
| Liège (Boulevard de)              |                  |              |
| Lilas (Avenue des)                |                  |              |
| Lille (Rue de)                    |                  |              |
| Louis Armand (Rue)                |                  |              |
| Louis Bertrand (Rue)              |                  |              |
| Louis Blériot (Rue)               |                  |              |
| Louis Braille (Avenue)            |                  |              |
| Louis Charles Breguet (Boulevard) |                  |              |
| Louis Chappuy (Rue)               |                  |              |
| Louis Delsaux (Rue)               |                  |              |
| Louis Paulhan (Rue)               |                  |              |
| Lucien Baude (Rue du Docteur)     |                  |              |
| Lunéville (Rue de)                |                  |              |

## M
| Nom                                        | Lien Google Maps | Observations |
| ------------------------------------------ | ---------------- | ------------ |
| Madame (Ruelle)                            |                  |              |
| La Madeleine (Rue de)                      |                  |              |
| Maillet (Cité)                             |                  |              |
| Maillets (Rue des)                         |                  |              |
| Mairie (Rue de la)                         |                  |              |
| Malvaux (Rue des)                          |                  |              |
| Maraîchon (Chemin du)                      |                  |              |
| Marais (Rue du)                            |                  |              |
| Marcel Dassault (Rue)                      |                  |              |
| Marcel Pagnol (Rue)                        |                  |              |
| Marcel Proust (Allée)                      |                  |              |
| Marceline (Rue)                            |                  |              |
| Marché aux Poissons (Place du)             |                  |              |
| Marchiennes (Rue de)                       |                  |              |
| Maréchal de Lattre de Tassigny (Boulevard) |                  |              |
| Maréchal Foch (Quai du)                    |                  |              |
| Maréchal Joffre (Quai du)                  |                  |              |
| Maréchal Leclerc (Square du)               |                  |              |
| Margival (Impasse de)                      |                  |              |
| Marguerite de Flandre (Rue)                |                  |              |
| Mariage (Quai)                             |                  |              |
| Marronniers (Avenue des)                   |                  |              |
| Martin du Nord (Rue)                       |                  |              |
| Martin Luther King (Rue)                   |                  |              |
| Martyrs de la Résistance(Place des)        |                  |              |
| Martyrs de la Résistance (Rue des)         |                  |              |
| Maryse Bastié (Rue)                        |                  |              |
| Massue (Rue de la)                         |                  |              |
| Maugin (Place du Docteur)                  |                  |              |
| Maurice Caullery (Rue)                     |                  |              |
| Maurice Ravel (Rue)                        |                  |              |
| Maurice Schumann (Rue)                     |                  |              |
| Meaux (Place de)                           |                  |              |
| Melun (Rue de)                             |                  |              |
| Mende (Rue de)                             |                  |              |
| Meppen (Rue de)                            |                  |              |
| Merlin de Douai (Rue)                      |                  |              |
| Mermoz (Rue Jean)                          |                  |              |
| Metz (Avenue de)                           |                  |              |
| Mézières (Allée de)                        |                  |              |
| Michel Warlop (Rue)                        |                  |              |
| Militaire (Quai)                           |                  |              |
| Minimes (Rue des)                          |                  |              |
| Minimes (Ruelle des)                       |                  |              |
| Moché (Cour)                               |                  |              |
| Moineaux (Rue des)                         |                  |              |
| Mongat (Rue)                               |                  |              |
| Mons (Place de)                            |                  |              |
| Monseigneur Génie (Parvis)                 |                  |              |
| Montereau (Rue de)                         |                  |              |
| Monthermé (Rue de)                         |                  |              |
| Montmédy (Rue de)                          |                  |              |
| Morel (Rue)                                |                  |              |
| Mormant (Rue de)                           |                  |              |
| Motte Julien (Rue de la)                   |                  |              |
| Mouchard (Chemin du)                       |                  |              |
| Mouchonnière (Rue de la)                   |                  |              |
| Moudreurs (Rue des)                        |                  |              |
| Mouettes (Rue des)                         |                  |              |
| Mouy (Cour)                                |                  |              |
| Mouzay (Rue de)                            |                  |              |
| Mulhouse (Rue de)                          |                  |              |

## N
| Nom                       | Lien Google Maps | Observations |
| ------------------------- | ---------------- | ------------ |
| Nemours (Rue de)          |                  |              |
| Neufchâtel (Rue de)       |                  |              |
| Neuve Notre Dame (Rue)    |                  |              |
| Nicolas Trigault (Rue)    |                  |              |
| Notre Dame (Terrasse)     |                  |              |
| Notre Dame des Wetz (Rue) |                  |              |
| Nouvion (Rue du)          |                  |              |
| Nungesser et Coli (Rue)   |                  |              |

## O
| Nom                    | Lien Google Maps | Observations |
| ---------------------- | ---------------- | ------------ |
| Ocre (Rue d’)          |                  |              |
| Onze novembre (Rue du) |                  |              |
| Orchies (Rue d         |                  |              |

## P
| Nom                             | Lien Google Maps | Observations                                                                        |
| ------------------------------- | ---------------- | ----------------------------------------------------------------------------------- |
| Paradis (Chemin du)             |                  |                                                                                     |
| Paradis (Rue du)                |                  |                                                                                     |
| Parc (rue du)                   |                  |                                                                                     |
| Paris (Rue de)                  |                  |                                                                                     |
| Parthiaux (Chemin des)          |                  |                                                                                     |
| Parthiaux (Rue des)             |                  |                                                                                     |
| Pasteur (Boulevard)             |                  |                                                                                     |
| Paul Fort (Rue)                 |                  |                                                                                     |
| Paul Hayez (Boulevard)          |                  |                                                                                     |
| Paul Hénin (Avenue)             |                  |                                                                                     |
| Paul Phalempin (Boulevard)      |                  |                                                                                     |
| Paul Théry (Rue)                |                  |                                                                                     |
| Paul Valéry (Square)            |                  |                                                                                     |
| Pavé de Planque (Rue du)        |                  |                                                                                     |
| Petit Bail (Quai du)            |                  |                                                                                     |
| Petit mai (Rue du)              |                  |                                                                                     |
| Petit Pont (Rue du)             |                  |                                                                                     |
| Petite Place                    |                  |                                                                                     |
| Peupliers (Rue des)             |                  |                                                                                     |
| Pied d’Argent (Rue du)          |                  |                                                                                     |
| Pierre Becquet de Mégille (Rue) |                  |                                                                                     |
| Pierre Brossolette (Rue)        |                  |                                                                                     |
| Pierre de Coubertin (Rue)       |                  |                                                                                     |
| Pierre de Ronsard (Rue)         |                  |                                                                                     |
| Pierre Delcourt (Rue)           |                  |                                                                                     |
| Pierre Dubois (Rue)             |                  |                                                                                     |
| Pierre Plouvain (Rue)           |                  |                                                                                     |
| Pierre Termier (Rue)            |                  |                                                                                     |
| Pinsons (Rue des)               |                  |                                                                                     |
| Polygone (Rue du)               |                  |                                                                                     |
| Pont à l’Herbe (Rue du)         |                  |                                                                                     |
| Pont de la Deûle (Rue du)       |                  |                                                                                     |
| Pont des Dominicains (Rue du)   |                  |                                                                                     |
| Pont des Pierres (Rue du)       |                  |                                                                                     |
| Pont du Rivage (Rue du)         |                  | La borne aux clous à l'angle de la Rue des Fransures et de la Rue du pont du Rivage |
| Pont Saint Vaast (Rue du)       |                  |                                                                                     |
| Postes (Chemin des)             |                  |                                                                                     |
| Potiers (Rue des)               |                  |                                                                                     |
| Président Wagon (Rue du)        |                  |                                                                                     |
| Prévôt (Rue du)                 |                  |                                                                                     |
| Prieuré (Rue du)                |                  |                                                                                     |
| Prolongée (Rue du)              |                  |                                                                                     |
| Prosper Chartier (Rue)          |                  |                                                                                     |
| Provins (Rue de)                |                  |                                                                                     |

## Q
| Nom                                      | Lien Google Maps | Observations |
| ---------------------------------------- | ---------------- | ------------ |
| Quatorze juillet (Place du)              |                  |              |
| Quatre septembre (Avenue du)             |                  |              |
| Quatre septembre (Square du)             |                  |              |
| Quesnoy (Rue du)                         |                  |              |
| Quinzième Régiment d’Artillerie (Rue du) |                  |              |

## R
| Nom                          | Lien Google Maps | Observations                           |
| ---------------------------- | ---------------- | -------------------------------------- |
| Râches (Rue de)              |                  |                                        |
| Raimbeaucourt (Rue de)       |                  |                                        |
| Raoul Blanchard (Rue)        |                  |                                        |
| Raoul Follereau (Rue)        |                  |                                        |
| Raymond Poincaré (Boulevard) |                  |                                        |
| Raymond Tellier (Allée)      |                  |                                        |
| Recklinghausen (Avenue de)   |                  |                                        |
| Récollets Anglais (Rue des)  |                  |                                        |
| Rémy Duhem (Rue)             |                  |                                        |
| René Caillé (Rue)            |                  |                                        |
| René Rouzé (Rue)             |                  |                                        |
| République (Boulevard de la) |                  |                                        |
| Résistance (Avenue de la)    |                  |                                        |
| Rethel (Allée de)            |                  |                                        |
| Rhin et Danube (Rue)         |                  |                                        |
| Richmond (Square)            |                  |                                        |
| Rivage (Allée du)            |                  |                                        |
| Robert Cogez (Rue)           |                  |                                        |
| Robert de Douai (Rue)        |                  |                                        |
| Robert Schuman (Place)       |                  |                                        |
| Rogerol (Square)             |                  | Maurice Rogerol et Henri-Émile Rogerol |
| Roland Garros (Rue)          |                  |                                        |
| Roost-Warendin (Rue de)      |                  |                                        |
| Rostand (Allée)              |                  |                                        |
| Roubaix (Rue de)             |                  |                                        |
| Route Nationale no 43        |                  |                                        |

## S
| Nom                            | Lien Google Maps | Observations    |
| ------------------------------ | ---------------- | --------------- |
| Saint Albin (Rue)              |                  |                 |
| Saint Amand (Rue de)           |                  |                 |
| Saint Amé (Place)              |                  | Place Saint-Amé |
| Saint Amé (Rue)                |                  |                 |
| Saint Antoine (Rue)            |                  |                 |
| Saint Benoît (Rue)             |                  |                 |
| Saint Christophe (Rue)         |                  |                 |
| Saint-Dizier (Rue de)          |                  |                 |
| Saint-Éloi (Rue)               |                  |                 |
| Saint Jacques (Rue)            |                  |                 |
| Saint Jean (Rue)               |                  |                 |
| Saint Julien (Rue)             |                  |                 |
| Saint Martin (Place)           |                  |                 |
| Saint-Maur-des-Fossés (Square) |                  |                 |
| Saint-Maurand (Quai)           |                  |                 |
| Saint Michel (Rue)             |                  |                 |
| Saint Nicolas (Rue)            |                  |                 |
| Saint Pierre (Terrasse)        |                  |                 |
| Saint-Quentin (Rue de)         |                  |                 |
| Saint Samson (Rue)             |                  |                 |
| Saint Sulpice (Rue)            |                  |                 |
| Saint Thomas (Rue)             |                  |                 |
| Saint Vaast (Rue)              |                  |                 |
| Sainte Agnès (Square)          |                  |                 |
| Sainte Cécile (Cour)           |                  |                 |
| Saverne (Rue de)               |                  |                 |
| Schoutteten (Impasse)          |                  |                 |
| Schweitzer (Avenue du docteur) |                  |                 |
| Sedan (Rue de)                 |                  |                 |
| Seraing (Rue de)               |                  |                 |
| Serval (Rue)                   |                  |                 |
| Sin le Noble (Rue de)          |                  |                 |
| Soissons (Rue de)              |                  |                 |
| Sorbiers (Avenue des)          |                  |                 |
| Storez (Rue)                   |                  |                 |
| Strasbourg (Avenue de)         |                  |                 |
| Suzanne Lanoy (Place)          |                  |                 |

## T
| Nom                  | Lien Google Maps | Observations |
| -------------------- | ---------------- | ------------ |
| Tassigny (Avenue du) |                  |              |
| Théophile Bra (Rue)  |                  |              |

## U
| Nom                    | Lien Google Maps | Observations |
| ---------------------- | ---------------- | ------------ |
| Université (Rue de l’) |                  |              |

## V
| Nom                           | Lien Google Maps | Observations |
| ----------------------------- | ---------------- | ------------ |
| Vaches (Chemin des)           |                  |              |
| Valenciennes (Rue de)         |                  |              |
| Vallez (Cité)                 |                  |              |
| Vanesse (Cour)                |                  |              |
| Vauban (Boulevard)            |                  |              |
| Vaucouleurs (Square de)       |                  |              |
| Venizel (Impasse de)          |                  |              |
| Verdun (Rue de)               |                  |              |
| Verjus (Ruelle au)            |                  |              |
| Verrerie (Rue de la)          |                  |              |
| Verviers (Rue de)             |                  |              |
| Vervins (Rue de)              |                  |              |
| Victor Gallois (Rue)          |                  |              |
| Victor Hugo (Rue)             |                  |              |
| Victor Pecqueur (Cour)        |                  |              |
| Victor Pecqueur (Rue)         |                  |              |
| Victor Schœlcher (Rue)        |                  |              |
| Vieille Ecluse (Chemin de la) |                  |              |
| Vierge Marie (Rue de la)      |                  |              |
| Vierges (Rue des)             |                  |              |
| Vital Bachelet (Rue)          |                  |              |
| Vouziers (Rue de)             |                  |              |

## W
| Nom                           | Lien Google Maps | Observations                              |
| ----------------------------- | ---------------- | ----------------------------------------- |
| Wagnonville (Chemin de)       |                  |                                           |
| Wagnonville (Sentier de)      |                  |                                           |
| Waremme (Rue de)              |                  |                                           |
| Warenghien (Rue de)           |                  |                                           |
| Waziers (Rue de)              |                  |                                           |
| Wetz (Rue des)                |                  | l'École d'Art de l'architecte Henri Sirot |
| Wolfgang Amadeus Mozart (Rue) |                  |                                           |
| Wion (Cour)                   |                  |                                           |